# Port lotniczy Berlin-Schönefeld

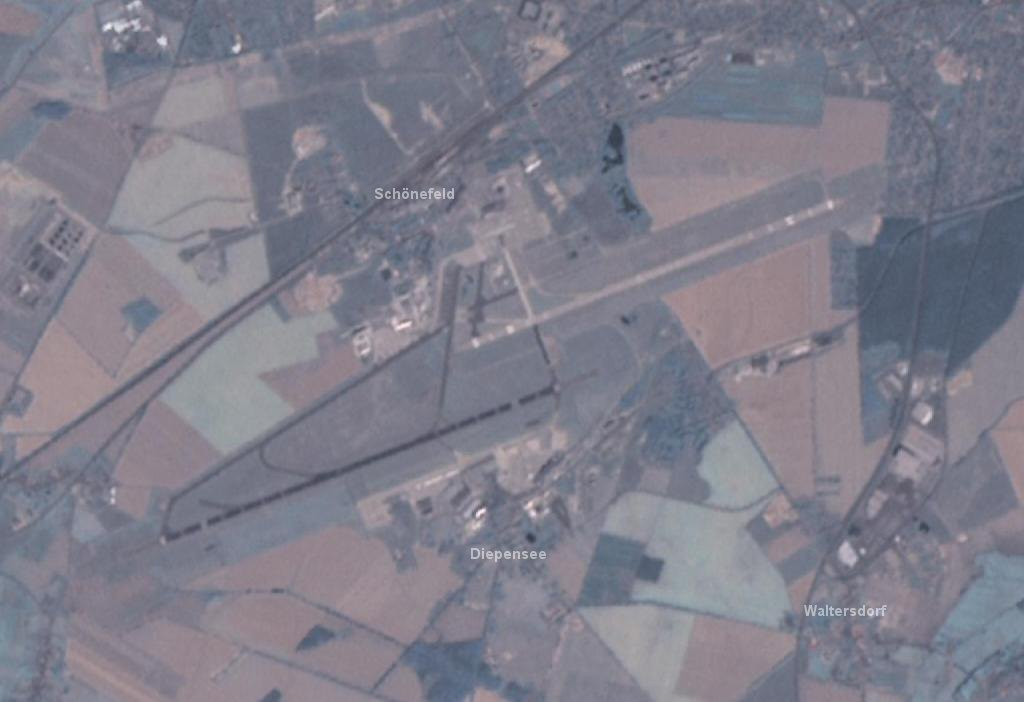
Zdjęcie satelitarne portu

Port lotniczy Berlin-Schönefeld (Flughafen Berlin-Schönefeldⓘ) – były międzynarodowy i krajowy port lotniczy w Niemczech, położony 18 km na południe od centrum Berlina, w gminie Schönefeld.
Do 1990 centralny port lotniczy NRD.
Po otwarciu portu lotniczego Berlin-Brandenburg, który przejął cały ruch lotniczy do Berlina, dawne lotnisko Berlin-Schönefeld zostało oznaczone jako Terminal 5 lotniska Berlin-Brandenburg.

## Historia
Lotnisko Schönefeld zostało otwarte w dniu 15 października 1934 jako miejsce dla fabryki samolotów Henschel. Pod koniec II wojny światowej, zostało tu zbudowanych ponad 14 000 samolotów. W dniu 22 kwietnia 1945 roku lotnisko zostało zajęte przez wojska radzieckie, a obiekty budowlane zdemontowane lub wysadzone. Pod koniec 1947 roku, połączenie kolejowe z lotniskiem zostało naprawione i były w tym miejscu budowane i naprawiane maszyny rolnicze. W 1946 roku radzieckie siły powietrzne przeniesiono z Johannisthal na Schönefeld, w tym cywilną linię lotniczą Aerofłot. W 1947 roku radziecka administracja wojskowa w Niemczech zatwierdziła budowę w tym miejscu lotniska cywilnego.
W latach 1947–1990, lotnisko Schönefeld było kilkakrotnie przemianowane i w końcu stało się głównym lotniskiem NRD (Zentralflughafen).
Postanowienia umowy Czterech Mocarstw po II wojnie światowej wprowadziły zakaz udziału niemieckich przewoźników w transporcie lotniczym do Berlina, gdzie dostęp był ograniczony dla amerykańskich, brytyjskich, francuskich i radzieckich linii lotniczych. Lotnisko Schönefeld znajdowało się poza granicami miasta Berlin. Ograniczenie to tutaj nie obowiązywało. Samoloty przewoźnika NRD Interflug mogły korzystać z lotniska Schönefeld, ale zachodnioniemieckiej Lufthansa odmówiono dostępu do lotnisk Tegel i Tempelhof.

## Linie lotnicze i połączenia
Przed zamknięciem jako niezależne lotnisko Schönefeld było obsługiwane głównie przez tanich przewoźników i przewoźników czarterowych, przy czym najwięcej kierunków oferowały easyJet, Ryanair, Condor i Wizz Air. Na lotnisku nie odbywał się żaden ruch długodystansowy, ale obsługiwano kilkadziesiąt tras do europejskich ośrodków metropolitarnych i ośrodków wypoczynkowych w regionie Morza Śródziemnego. Tylko kilku starszych przewoźników wolało Schönefeld od lotniska Tegel, w szczególności Aeroflot, El Al i Egypt Air.